# Gabrielle Aplin
Gabrielle Aplin (Bath, 10 ottobre 1992) è una cantautrice e produttrice discografica inglese.
Si è fatta conoscere al pubblico online dopo aver pubblicato una serie di cover di canzoni famose, come The Power of Love o Fix You, e dopo aver partecipato all'iTunes Festival 2012 a Londra. Nella sua carriera ha pubblicato 3 album e vari EP; è inoltre proprietaria di una casa discografica, la Never Fade Records, che produce anche altri artisti come Hannah Grace.

## Biografia
Gabrielle Aplin è nata e cresciuta nel piccolo villaggio di Sutton Benger, nel Wiltshire. È la primogenita di 2 figli. I suoi genitori le comprano la prima chitarra a 11 anni; lei afferma che la sua musica è stata influenzata ascoltando Joni Mitchell e Bruce Springsteen.
Ha frequentato la Sheldon School in Chippenham, scegliendo studi musicali.

## Carriera
Nel 2010 Gabrielle Aplin fonda la sua prima casa discografica, la Never Fade Records. Via tale etichetta, Aplin pubblica ben 3 EP prima di raggiungere la fama: Acoustic EP nel 2010, Never Phade EP nel 2011, Home EP nel 2012. Nel 2011 si esibisce nel programma della BBC Introducing, eseguendo tre brani dell'EP Never Phade e una cover di Fix You dei Coldplay. Il 29 febbraio 2012 l'artista annuncia di aver firmato un contratto con la Parlophone Records: Successivamente l'artista pubblica una cover di The Power of Love di Frankie Goes To Hollywood: tale versione viene utilizzata come colonna sonora di uno spot televisivo del marchio John Lewis e riesce dunque ad ottenere un successo talmente ampio da raggiungere la numero 1 della classifica britannica.
Il 10 febbraio 2013 l'artista pubblica il singolo inedito Please Don't Say You Love Me; in contemporanea Aplin pubblica un omonimo EP attraverso la Never Fade. Il 13 maggio 2013 Aplin pubblica il suo album di debutto English Rain via Parlophone, debuttando alla numero 2 sia in UK che in Australia. il suo album In seguito al suo successo come interprete, Aplin inizia a proporre vari concerti come headliner ad assumere alcuni cantanti con la sua etichetta: tra questi artisti troviamo Hannah Grace, precedentemente opening act durante gli show di Aplin.
Nel maggio 2015 l'artista annuncia la pubblicazione del suo secondo album Light Up The Dark e pubblica l'omonimo primo singolo e il relativo video. Nel successivo agosto pubblica il singolo Sweet Nothing, mentre l'album viene pubblicato il 18 settembre 2015: il lavoro presenta uno stile principalmente rock, discostandosi dal folk del lavoro precedente. Sempre nel settembre 2015 Aplin firma il suo primo contratto come modella, con l'agenzia Select. Nel 2016 il suo brano Home viene inserito nella colonna sonora della soap opera brasiliana Totalmente Demais, conquistando del successo anche in questo mercato. L'artista fa inoltre un cameo nella puntata conclusiva della serie televisiva.
Nel 2016 l'artista pubblica il singolo Miss You ed un omonimo EP, quest'ultimo via Never Fade: lo stile scelto per il progetto è pop, privo delle chitarre elettriche che caratterizzavano il disco precedente. Nei mesi successivi Aplin annuncia la fine dei rapporti lavorativi con la Parlophone e ricomincia a pubblicare singoli ed EP esclusivamente con la sua etichetta discografica. Nel 2017 pubblica l'EP Avalon, da cui viene estratto il singolo Waking Up Slow. Nel 2018 pubblica il singolo My Mistake ed annuncia che si sarebbe trattato del primo estratto dal suo terzo album. Il 4 dicembre dello stesso anno pubblica tuttavia un ulteriore EP, questa volta interamente in collaborazione con la sua "sottoposta" Hannah Grace.
Nel 2019 pubblica i singoli Nothing Really Matters e Losing Me, quest'ultima in collaborazione con JP Cooper, e una nuova versione di Miss You intitolata Miss You 2 ed in duetto con Nina Nesbitt. Il 17 gennaio 2020 pubblica infine l'album Dear Happy, che include tutti i singoli pubblicati da My Mistake in avanti. Nel 2020 prende parte al brano Everyone Changes della band Kodaline e realizza una cover del brano Happy Xmas. Il 1º gennaio 2021 pubblica il singolo When The Lights Go Out. a cui fa seguito Call Me l'anno successivo. Nel 2022 l'artista pubblica il singolo Good Enough, che anticipa l'uscita dell'album in studio Phosphorescent, prevista per il 2023.

## Discografia

### Album
- 2013 - English Rain
- 2015 - Light Up the Dark
- 2020 - Dear Happy
- 2023 - Phosphorescent

### Extended play
- 2010 - Acoustic
- 2011 - Never Fade
- 2012 - Home
- 2013 - Please Don't Say You Love Me
- 2016 - Miss You
- 2017 - Avalon
- 2018 - December (con Hannah Grace)